# Muwatalli I
Muwatalli I (... – 1420 a.C. circa) è stato un sovrano ittita.
L'esistenza di questo sovrano è stata scoperta soltanto nel 1984, a seguito del ritrovamento di un sigillo reale contenente il suo nome, apposto su una tavoletta attestante la donazione di un terreno ad un tempio di Ḫattuša.

## Ancora un regicidio
Muwatalli ascese al trono uccidendo il suo predecessore, Huzziya II (e la consorte Summiri), di cui era il Gal Mešedi, capo della guardia reale; è possibile che fosse stato un fratello minore del sovrano o comunque un congiunto.
Una volta insediato sul trono nominò capo della guardia reale suo figlio Muwa, secondo alcuni l'esecutore materiale del duplice delitto; tradizionalmente si riteneva che la sua sposa reale fosse stata Walanni, anche se recentemente gli storici tendono ad identificare nella regina Katteshapi la sua consorte.
Di Muwatalli poco o nulla sappiamo circa la politica estera; sul fronte interno cercò la via della diplomazia dopo il regicidio, assicurando ai due figli del defunto Huzziya ruoli prestigiosi a corte, in un tentativo di convivenza pacifica: ad Himuili assegnò il ruolo di capo della servitù ed a Kantuzzili quello di sovrintente degli Auriga d'oro.

## Lo scontro per il trono
Il tentativo di mediazione però naufragò miseramente in breve tempo: i due, con una congiura di palazzo, assassinarono Muwatalli ponendo così fine a quello che gli studiosi convenzionalmente chiamano Antico Regno.
La reazione del clan di Muwatalli non si fece attendere e così si arrivò allo scontro armato tra la fazione degli assassini (che spinse verso il trono il giovane Tudhaliya I/II, concordemente ritenuto oggi il figlio di Kantuzzili e quindi membro della famiglia reale ittita originaria) e quella capeggiata da Muwa, sostenuto anche da alleati Hurriti.
Lo scontro fu rapido e si risolse a favore dei primi, con lo stesso Tudhaliya I/II che, assieme a Kantuzzili ed Himuili, condusse le proprie truppe alla vittoria sul campo, dove lo stesso Muwa perse la vita.
Al trono ittita ascese così Tudhaliya I/II, probabilmente attorno al 1420-1410 a.C.

## Una Regina di difficile collocazione
Una rilettura dell'episodio è stata recentemente fornita alla luce delle "Liste delle offerte D e E" nelle quali, nel medesimo paragrafo, compare Kantuzzili associato ad una regina, Walanni, già nota da una lista delle Regine Ittite, nella quale apre l'elenco precedendo Nikkalmati, moglie appunto di Tudhaliya I/II.
Tradizionalmente si riteneva che Walanni fosse stata la moglie di Muwatalli I, ma unicamente perché, essendo questi stato re prima di Tudhaliya, la regina che precedeva la moglie di quest'ultimo avrebbe dovuto essere logicamente la moglie del primo.
Il rinvenimento del nome di Kantuzzili vicino a Walanni in ben due liste delle offerte reali ("se Walanni è regina e Kantuzzili le è indicato di fianco significa che è il suo re") ed una logica deduzione (perché Kantuzzili, erede naturale di Huzziya II, una volta ucciso l'usurpatore avrebbe dovuto lasciare il trono al figlio senza sedervisi?) hanno fatto ipotizzare che a Muwatalli I sia seguito sul trono di Hatti proprio Kantuzzili. Che Walanni fosse in effetti la moglie di questi e quindi la madre di Tudhaliya I/II. E che quest'ultimo fosse asceso al trono solo dopo un periodo di regno, verosimilmente breve, del padre. La sposa reale di Muwatalli I sarebbe stata in tal caso Katteshapi. Al momento manca comunque una prova definitiva a dimostrazione di questa teoria.